# 梅龙瓜内
梅龙瓜内（Melonguane）是印度尼西亚北苏拉威西省的一个城镇，是塔劳群岛县的县治所在，位于卡拉克隆岛西南角。2010年统计，梅龙瓜内所在的梅龙瓜内区（Kecamatan Melonguane）共有10,463人。
梅龙瓜内机场位于城镇西部。

## 资料来源
1. ↑  Biro Pusat Statistik, Jakarta, 2011.